# Szőkéd
Szőkéd (horvátul: Sukit, németül Sukid) község Baranya vármegyében, a Pécsi járásban.

## Fekvése
Pécs délkeleti vonzáskörzetében fekszik, Egerág és Áta szomszédságában. Utóbbi teljesen zsáktelepülésnek tekinthető, de Szőkéd is csak e két település valamelyikén keresztül érhető el.

### Megközelítése
A Pécstől Siklósig húzódó 5711-es útról letérve közelíthető meg mindkét végponti város irányából, Egerágon keresztül, az 57 112-es számú mellékúton.
A hazai vasútvonalak közül a Pécs–Mohács-vasútvonal érinti, melynek egy megállási pontja van itt, Szőkéd megállóhely, a belterület északkeleti szélén.

## Története
A Baranyai-dombság településén feltárt Baden-péceli és halomsíros kultúrák is bizonyítják: a környék természeti adottságai kedvezőek a megtelepedésre. Alátámasztja ezt a környéken találhatói hat településrom is, amelyek különböző időszakok emlékeit rejtik.
Szőkéd első említése az 1181-es évből származik Scuched néven, ekkor Szeles, ma Udvard határjárásakor említették nevét..
A török hódoltság során lakossága kicserélődött, a magyarok mellett horvátok is megtelepedtek itt.
Csak a 19. század elején kezdtek magyarok és németek betelepedni a baranyai bosnyák nemzetiségű faluba.
A település határában található Telegdéri malom helynév is, valószínűleg egy elpusztult falu nevét őrzi.
1929-ben így írnak a Baranya vármegye Trianon után tíz évvel című kiadványban:
„Szalánta kisközség
...
Körjegyzőségéhez tartozik még: Németi, Szőkéd, Áta és Pogány községek”
2001-ben lakosságának 3,3%-a horvát, 6,8%-a cigány nemzetiségű volt.

## Közélete

### Polgármesterei
- 1990–1994: Karakai László (független)[4]
- 1994–1998: Karakai László (független)[5]
- 1998–2002: Bunyevácz Mátyás (független)[6]
- 2002–2006: Bunyevácz Mátyás (független)[7]
- 2006–2010: Bunyevácz Mátyás (független)[8]
- 2010–2014: Bunyevácz Mátyás (független)[9]
- 2014–2019: Bunyevácz Mátyás (független)[10]
- 2019–2024: Bunyevácz Mátyás (független)[11]
- 2024– : Henczné Varga Judit (független)[1]

## Népesség
A település népességének változása:
| Lakosok száma | 359  | 362  | 341  | 303  | 304  | 332  | 334  | 339  | 348  |
|               | 2013 | 2014 | 2015 | 2018 | 2019 | 2021 | 2022 | 2023 | 2024 |

A 2011-es népszámlálás során a lakosok 98,1%-a magyarnak, 11,4% cigánynak, 0,3% görögnek, 7,2% horvátnak, 0,3% németnek mondta magát (1,1% nem nyilatkozott; a kettős identitások miatt a végösszeg nagyobb lehet 100%-nál). A vallási megoszlás a következő volt: római katolikus 58,1%, református 1,1%, evangélikus 5%, görögkatolikus 2,8%, izraelita 0,3%, felekezeten kívüli 17,8% (15% nem nyilatkozott).
2022-ben a lakosság 85,9%-a vallotta magát magyarnak, 13,2% horvátnak, 6,6% cigánynak, 0,3% bolgárnak, 0,3% szerbnek, 0,3% németnek, 1,5% egyéb, nem hazai nemzetiségűnek (11,1% nem nyilatkozott; a kettős identitások miatt a végösszeg nagyobb lehet 100%-nál). Vallásuk szerint 33,5% volt római katolikus, 4,2% református, 2,4% görög katolikus, 0,6% egyéb keresztény, 0,6% egyéb katolikus, 12% felekezeten kívüli (46,7% nem válaszolt).

## Nevezetességei
- Római katolikus iskolakápolna.

## Utcanevek
- Széchenyi utca
- Ady Endre utca
- Akácfa utca
- József Attila utca